# 小鱗單列齒麗魚
小鱗單列齒麗魚（学名：Haplotaxodon microlepis）為輻鰭魚綱鱸形目隆頭魚亞目慈鯛科的其中一種，分布於非洲坦干伊喀湖流域，為特有種，體長可達26公分，棲息在開放水域，以浮游生物為食，生活習性不明，可作為觀賞魚。
其种加词“microlepis”意为“细鳞的”。